# Achille Rasponi Murat
Achille Rasponi Murat (Ravenna, 8 marzo 1835 – Ravenna, 22 maggio 1896) è stato un avvocato e politico italiano.

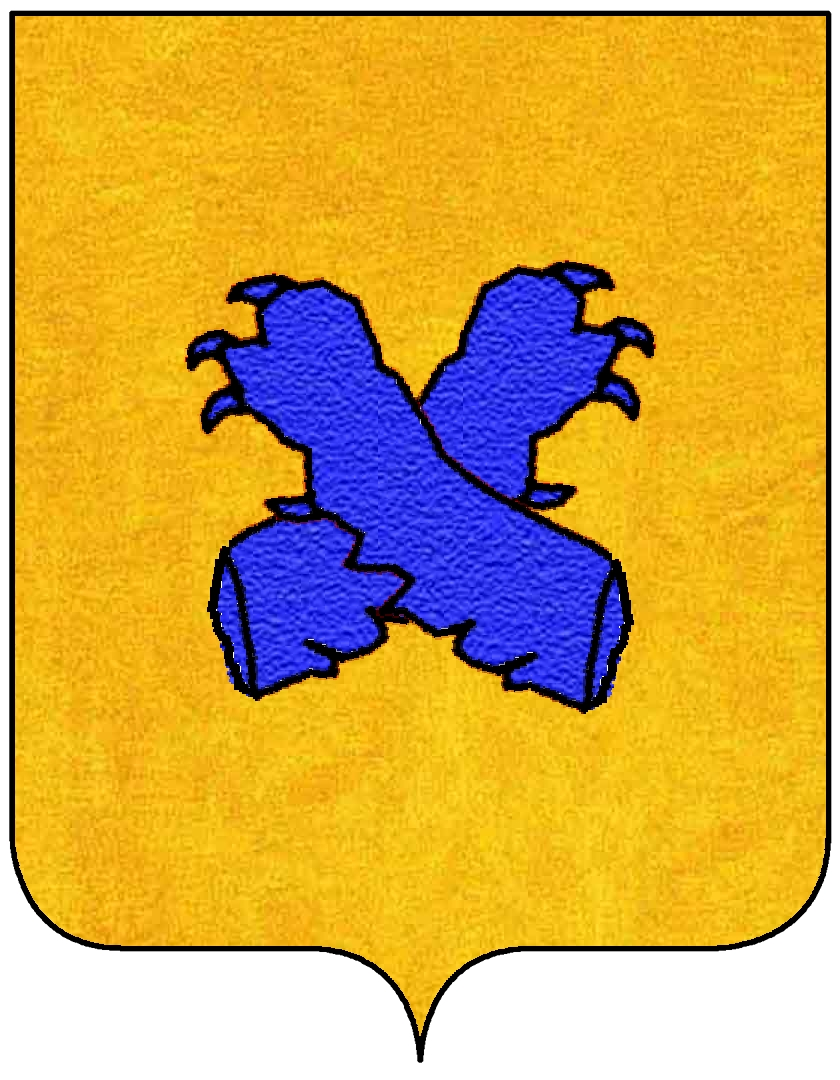
Stemma Rasponi

Figlio minore del conte Giulio Rasponi e della principessa Luisa Giulia Murat, ultimogenita di Gioacchino Murat e di Carolina Bonaparte, pertanto nipote di Napoleone Bonaparte, era fratello di Gioacchino Rasponi Murat e zio di Gabriella Rasponi Spalletti.

## Biografia
Dopo la laurea in Giurisprudenza seguì il padre e il fratello nella vita politica e amministrativa di Ravenna nel ruolo di consigliere e assessore comunale, successivamente come consigliere provinciale e presidente dell'Associazione Provinciale degli Agricoltori.
Nel 1862 sposò a Parigi la principessa Pulcheria Ghica (1837 - 1895), figlia di Costantino Ghica, Grande Ospodaro della Valacchia. L'unione fu fortemente voluta dal cugino Napoleone III per rafforzare il potere dei Bonaparte nei Balcani.
Dal 1862 al 1863 fu segretario del Presidente del Consiglio dei ministri Luigi Carlo Farini e dal 1865 al 1876 fu eletto per quattro legislature alla Camera dei deputati; nel 1878 fu nominato Senatore del Regno d'Italia.